# Вест-Кутенай (Монтана)
Вест-Кутенай (англ. West Kootenai) — переписна місцевість (CDP) в США, в окрузі Лінкольн штату Монтана. Населення — 422 особи (2020).

## Географія
Вест-Кутенай розташований за координатами 48°57′47″ пн. ш. 115°13′9″ зх. д. / 48.96306° пн. ш. 115.21917° зх. д. (48.963166, -115.219266).  За даними Бюро перепису населення США в 2010 році переписна місцевість мала площу 41,65 км², з яких 41,45 км² — суходіл та 0,19 км² — водойми.

## Демографія
Згідно з переписом 2010 року, у переписній місцевості мешкало 365 осіб у 141 домогосподарстві у складі 85 родин. Густота населення становила 9 осіб/км².  Було 210 помешкань (5/км²).
Расовий склад населення:
| - 97,3 % — білих - 0,8 % — корінних американців - 0,3 % — чорних або афроамериканців |

До двох чи більше рас належало 1,6 %. Частка іспаномовних становила 2,5 % від усіх жителів.
За віковим діапазоном населення розподілялося таким чином: 30,4 % — особи молодші 18 років, 53,4 % — особи у віці 18—64 років, 16,2 % — особи у віці 65 років та старші. Медіана віку мешканця становила 36,3 року. На 100 осіб жіночої статі у переписній місцевості припадало 116,0 чоловіків;  на 100 жінок у віці від 18 років та старших — 117,1 чоловіків також старших 18 років.
Цивільне працевлаштоване населення становило 58 осіб. Основні галузі зайнятості: фінанси, страхування та нерухомість — 29,3 %, транспорт — 27,6 %, освіта, охорона здоров'я та соціальна допомога — 25,9 %.